# 殺手嶺
77°11′S 162°4′E / 77.183°S 162.067°E
殺手嶺（英語：Killer Ridge）是南極洲的山嶺，位於維多利亞地的斯科特海岸，處於克里斯普冰川和米勒冰川之間，屬於岡維爾與凱斯山脈的一部分，海拔高度超過1,000米，由英國探險隊繪入地圖。